# Résidence Károlyi-Csekonics
Le Résidence Károlyi-Csekonics (en hongrois : Károlyi–Csekonics-rezidencia) est un édifice situé dans le 8e arrondissement de Budapest.